# Karin Mamma Andersson
Karin Mamma Andersson, egentligen Anna Karin Andersson, född 28 februari 1962 i Luleå, är en svensk målare, bosatt och verksam i Stockholm.

## Biografi
Karin Mamma Andersson började utbilda sig på skulpturlinjen vid Konstfack i Stockholm, men övergick till fri konst vid Kungliga Konsthögskolan i Stockholm, 1986–1993. Hon började använda tillnamnet Mamma smått på skämt i samband med en elevutställning 1992, men det kom att bli ett artistnamn.
Hon har utfört Nobelprisdiplom till Elfriede Jelinek 2004, Harold Pinter 2005, Orhan Pamuk 2006 och Doris Lessing 2007. Hon fick Carnegie Art Awards förstapris 2006. Utställningen som hörde ihop med detta pris ägde rum i Helsingfors konsthall hösten 2007.
Andersson var värd för Sommar i P1 i Sveriges Radio den 31 juli 2008.
Hon är ledamot av Konstakademien sedan 2002 och blev filosofie hedersdoktor vid Luleå tekniska universitet 2010.
Hon var tidigare gift med konstnären Jockum Nordström.

## Konst
Andersson har i sin konst intresserat sig för expressionistiskt landskapsmåleri. Genom att arbeta med olika bilduttryck i samma verk, skapar hon en gåtfullhet, vilket gör betraktaren osäker på sin upplevelse. Den visuella gåtfullheten i Andersson har liknats vid Dick Bengtssons. Under senare år refererar hennes konstverk dock inte längre till några få utvalda konstnärer, utan ger uttryck för något mer personligt.
Hennes målningar är uppbyggda runt händelser eller situationer som vävs samman till historier. Trots detta är det inte förutbestämt att det ska bli just en berättelse när hon påbörjar målningen, men det har vuxit fram en när verket är klart. Anderssons konst kan också tolkas som ett meditativt måleri, men själv ser hon sig som en konstnär som undersöker problematiken kring färg och form. Hennes målningar är ofta gjorda i serier med teman och motiv som återkommer och förskjuts. Andersson finns representerad vid bland annat Göteborgs konstmuseum, Västerås konstmuseum och Moderna Museet.

## Priser och utmärkelser
- 1997 – Ester Lindahls stipendium
- 2006 – Carnegie Art Awards förstapris
- 2010 – Hedersdoktor vid Luleå tekniska universitet
- 2016 – Per Ganneviks stipendium